# 姬蒂·雷德基
凯瑟琳·吉纳维芙·雷德基（英語：Kathleen Genevieve Ledecky，1997年3月17日—），美国女子游泳運動員，至今已赢得了9块奥运会金牌、22块世锦赛金牌，為女子游泳运动员之最。莱德基在四届奥运会中共获得9块金牌和14块奖牌，是奥运会历史上获得奖牌最多的美国女运动员和女游泳运动员，也是获得金牌最多的女运动员（与拉里莎·拉特尼娜并列）和获得奖牌第五多的运动员。莱德基在世界游泳锦标赛中保持着个人项目16块金牌的记录，曾16次打破世界纪录，是女子自由泳800米和1500米世界纪录保持者（包括长池和短池），也是前400米自由泳（长池）世界纪录保持者，被广泛认为是历史最佳女游泳运动员。
2012年，年僅15歲的她便在伦敦奥运会上奪得800公尺自由式金牌。在2016年夏季奥林匹克运动会中，成為繼黛比·迈耶於1968年之後第一個同時贏得200、400、800米自由泳奧運金牌的游泳選手。更在2020年夏季奥林匹克运动会，第三度贏得800米自由泳奧運金牌，1500米自由泳奧運金牌，400米自由泳銀牌和4x200米自由泳接力銀牌。2015年8月，她在2015年世界游泳錦標賽女子1,500公尺自由泳項目決賽，以15分又25.48秒的成績，再度打破她自己在2014年8月創下的世界紀錄。在2016年夏季奧林匹克運動會女子400米自由泳比賽，雷德基在預賽以3:58.71的成績打破奧運會紀錄，再在決賽以3:56.46的成績打破世界紀錄。2023年世界游泳锦标赛，莱德基再次卫冕女子800米自由泳金牌，成为第一位在同一项目实现六连冠的游泳运动员。
2024年，莱德基被乔·拜登授予總統自由勳章。

## 早年经历和教育经历
莱德基出生于美国华盛顿特区，成长在马里兰州贝塞斯达的郊区。她的父亲是大卫·莱德基，母亲是玛丽·根（原姓Hagan）。她的祖父亚罗米尔·莱德基出生于捷克，于1947年9月8日以学生身份抵达纽约市。后来，他成为了一名经济学家，并于1956年12月30日在布鲁克林区与一位名叫Berta Ruth Greenwald的阿什肯納茲猶太人女性结婚。根据莱德基祖母的说法，莱德基有亲戚在納粹大屠殺中被杀害。莱德基的母亲是爱尔兰裔。她在天主教會的环境中长大，并继续信仰这一宗教，经常在比赛前诵读《聖母經》她的叔叔乔恩·莱德基是一位商人，也是NHL球队紐約島人队的共同所有者。

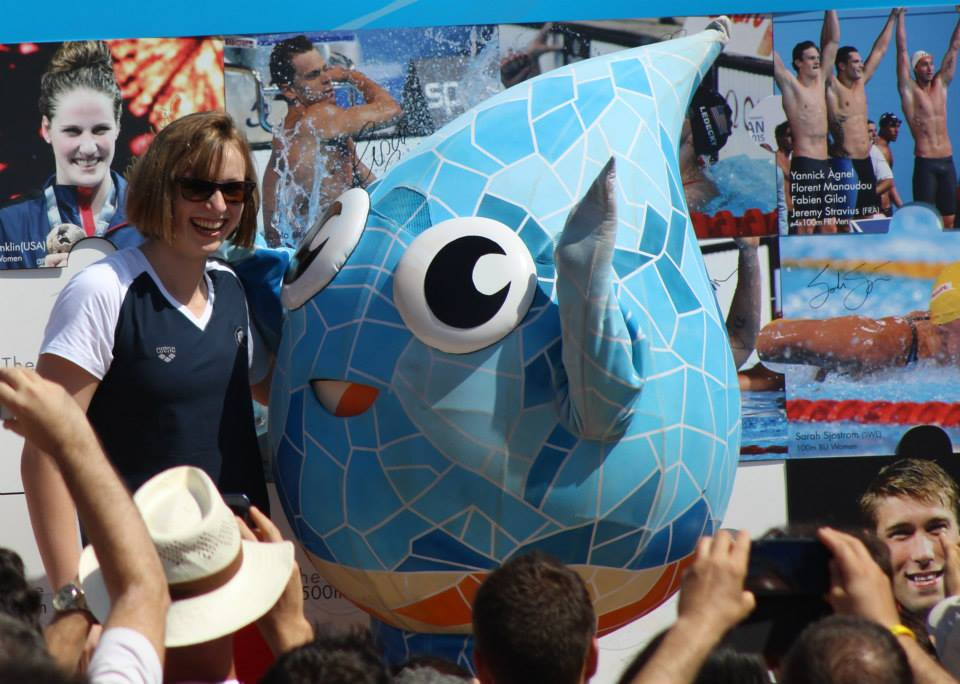
莱德基（左）于2013年世界游泳錦標賽

莱德基在六岁时开始游泳，她的启蒙来自于她的哥哥迈克尔和母亲（母亲曾在新墨西哥大學游泳）。在贝塞斯达，她在Little Flower School读到八年级，随后于2015年毕业于Stone Ridge School of the Sacred Heart。

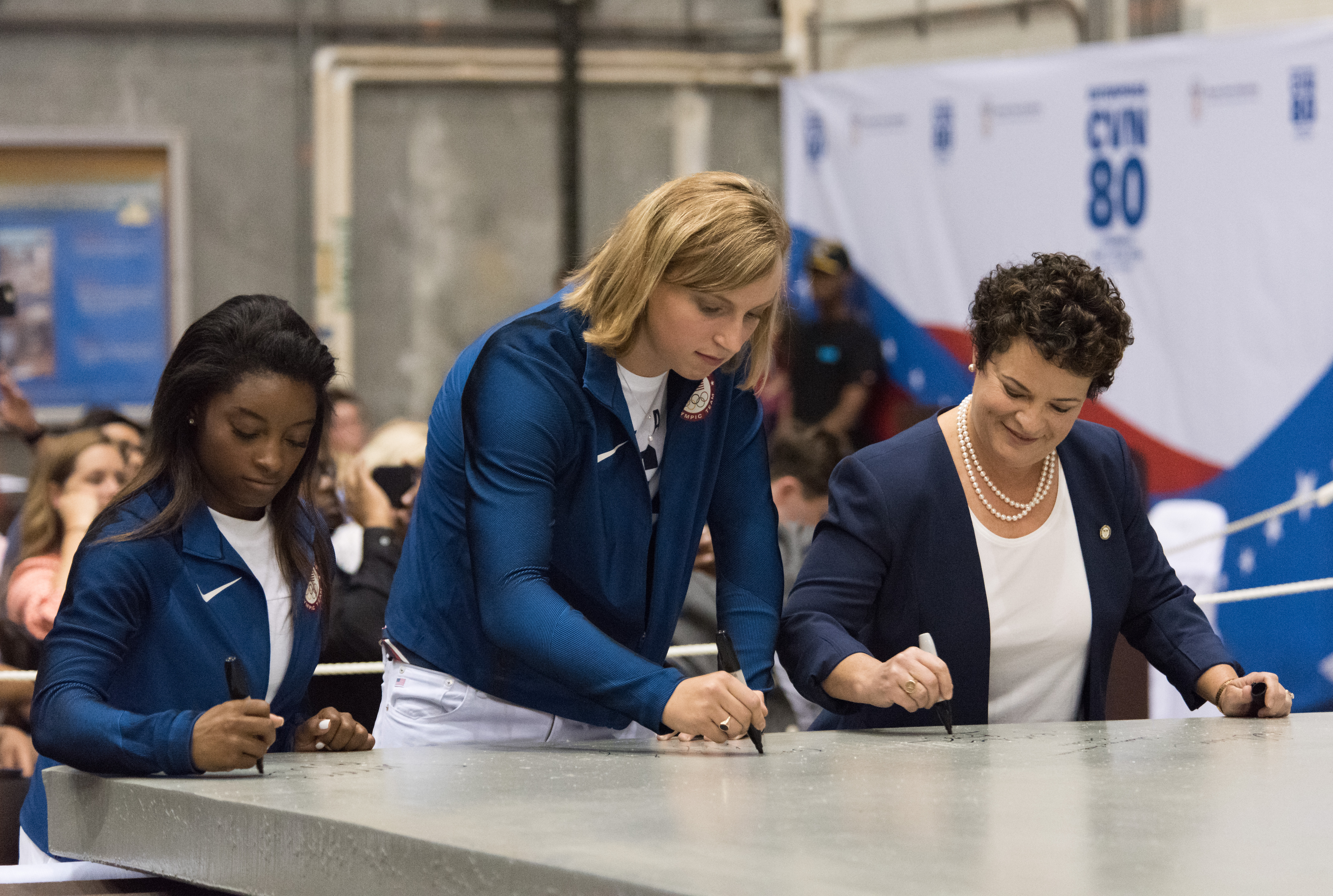
莱德基（中）和西蒙·拜爾斯（左）于企業號（2017年）

2012年夏天，她在Yuri Suguiyama的带领下与Nation's Capital游泳俱乐部（原名Curl Burke游泳俱乐部）一起训练。随着Suguiyama离开去执教加州大學柏克萊分校后，她继续在Nation's Capital游泳俱乐部下在Bruce Gemmell的带领下训练直到2016年奥运会。在2012年之前的夏天，她在馬里蘭州卡賓約翰的Palisades游泳队游泳。莱德基接受了史丹佛大學的体育奖学金，成为格雷格·米汉的斯坦福大学卡迪纳尔女子游泳队队员。
2016年12月，莱德基与奥运会金牌得主的体操运动员西蒙·拜爾斯一起被选为美國海軍企業號航空母艦的赞助商。他们是第一批获得这一荣誉的奥运会选手。
2020年12月，她完成了史丹佛大學的心理学学士学位，并辅修了政治学，并于2021年6月毕业。

## 世界纪录

### 长池（50米）
| No. | 项目             | 时间     | 赛事                          | 地点                         | 日期          | 年龄 |
| --- | ---------------- | -------- | ----------------------------- | ---------------------------- | ------------- | ---- |
| 1   | 1500米自由泳     | 15:36.53 | 2013年世界游泳錦標賽          | 西班牙巴塞罗那               | 2013年7月30日 | 16   |
| 2   | 800米自由泳      | 8:13.86  | 2013年世界游泳錦標賽          | 西班牙巴塞罗那               | 2013年8月3日  | 16   |
| 3   | 1500米自由泳 (2) | 15:34.23 | 2014 TWST Senior Invitational | 美国德克萨斯州Shenandoah     | 2014年6月19日 | 17   |
| 4   | 800米自由泳 (2)  | 8:11.00  | 2014 TWST Senior Invitational | 美国德克萨斯州Shenandoah     | 2014年6月22日 | 17   |
| 5   | 400米自由泳      | 3:58.86  | 2014年全美锦标赛              | 美国加利福尼亚州爾灣         | 2014年8月9日  | 17   |
| 6   | 400米自由泳 (2)  | 3:58.37  | 2014年泛太平洋游泳錦標賽      | 澳大利亚黄金海岸             | 2014年8月23日 | 17   |
| 7   | 1500米自由泳 (3) | 15:28.36 | 2014年泛太平洋游泳錦標賽      | 澳大利亚黄金海岸             | 2014年8月24日 | 17   |
| 8   | 1500米自由泳 (4) | 15:27.71 | 2015年世界游泳錦標賽          | 俄罗斯喀山                   | 2015年8月3日  | 18   |
| 9   | 1500米自由泳 (5) | 15:25.48 | 2015年世界游泳錦標賽          | 俄罗斯喀山                   | 2015年8月4日  | 18   |
| 10  | 800米自由泳 (3)  | 8:07.39  | 2015年世界游泳錦標賽          | 俄罗斯喀山                   | 2015年8月8日  | 18   |
| 11  | 800米自由泳 (4)  | 8:06.68  | 2016 Arena Pro Swim Series    | 美国德克萨斯州奧斯汀         | 2016年1月17日 | 18   |
| 12  | 400米自由泳 (3)  | 3:56.46  | 2016年奥运会                  | 巴西里约热内卢               | 2016年8月7日  | 19   |
| 13  | 800米自由泳 (5)  | 8:04.79  | 2016年奥运会                  | 巴西里约热内卢               | 2016年8月12日 | 19   |
| 14  | 1500米自由泳 (6) | 15:20.48 | 2018 TYR Pro Swim Series      | 美国印第安纳州印第安納波利斯 | 2018年5月16日 | 21   |

### 短池（25米）
| No. | 项目         | 时间     | 赛事             | 地点               | 日期           | 年龄 |
| --- | ------------ | -------- | ---------------- | ------------------ | -------------- | ---- |
| 1   | 1500米自由泳 | 15:08.24 | 2022年游泳世界杯 | 加拿大多伦多       | 2022年10月29日 | 25   |
| 2   | 800米自由泳  | 7:57.42  | 2022年游泳世界杯 | 美国印第安納波利斯 | 2022年11月5日  | 25   |